# Primera División 2007-2008 (Spagna)
La Primera División 2007-2008 è stata la 77ª edizione della massima serie del campionato spagnolo di calcio, disputato tra il 25 agosto 2007 e il 18 maggio 2008 e concluso con la vittoria del Real Madrid, al suo trentunesimo titolo, il secondo consecutivo.
Capocannoniere del torneo è stato Daniel Güiza (Maiorca) con 27 reti.

## Squadre partecipanti
| Club                | Stagione | Città            | Stadio                             | Stagione precedente                    |
| ------------------- | -------- | ---------------- | ---------------------------------- | -------------------------------------- |
| Almería             | dettagli | Almería          | Stadio dei Giochi del Mediterraneo | 2º posto in Segunda División, promosso |
| Athletic Bilbao     | dettagli | Bilbao           | San Mamés                          | 17º posto in Primera División          |
| Atlético Madrid     | dettagli | Madrid           | Vicente Calderón                   | 7º posto in Primera División           |
| Barcellona          | dettagli | Barcellona       | Camp Nou                           | 2º posto in Primera División           |
| Real Betis          | dettagli | Siviglia         | Manuel Ruiz de Lopera              | 16º posto in Primera División          |
| Deportivo La Coruña | dettagli | La Coruña        | Riazor                             | 13º posto in Primera División          |
| Espanyol            | dettagli | Barcellona       | Estadi Olímpic Lluís Companys      | 11º posto in Primera División          |
| Getafe              | dettagli | Getafe           | Coliseum Alfonso Pérez             | 9º posto in Primera División           |
| Levante             | dettagli | Valencia         | Ciutat de València                 | 15º posto in Primera División          |
| Maiorca             | dettagli | Palma di Maiorca | Son Moix                           | 12º posto in Primera División          |
| Osasuna             | dettagli | Pamplona         | Estadio Reyno de Navarra           | 14º posto in Primera División          |
| Racing Santander    | dettagli | Santander        | El Sardinero                       | 10º posto in Primera División          |
| Real Madrid         | dettagli | Madrid           | Santiago Bernabéu                  | 1º posto in Primera División           |
| Real Murcia         | dettagli | Murcia           | Stadio Nueva Condomina             | 3º posto in Segunda División, promosso |
| Real Saragozza      | dettagli | Saragozza        | La Romareda                        | 6º posto in Primera División           |
| Real Valladolid     | dettagli | Valladolid       | José Zorrilla                      | 1º posto in Segunda División, promosso |
| Recreativo Huelva   | dettagli | Huelva           | Nuevo Colombino                    | 8º posto in Primera División           |
| Siviglia            | dettagli | Siviglia         | Ramón Sánchez Pizjuán              | 3º posto in Primera División           |
| Valencia            | dettagli | Valencia         | Mestalla                           | 4º posto in Primera División           |
| Villarreal          | dettagli | Vila-real        | El Madrigal                        | 5º posto in Primera División           |

## Classifica finale
|       | Pos. | Squadra             | Pt | G  | V  | N  | P  | GF | GS | DR  |
| ----- | ---- | ------------------- | -- | -- | -- | -- | -- | -- | -- | --- |
|       | 1.   | Real Madrid         | 85 | 38 | 27 | 4  | 7  | 84 | 36 | +48 |
|       | 2.   | Villarreal          | 77 | 38 | 24 | 5  | 9  | 63 | 40 | +23 |
|       | 3.   | Barcellona          | 67 | 38 | 19 | 10 | 9  | 76 | 43 | +33 |
|       | 4.   | Atlético Madrid     | 64 | 38 | 19 | 7  | 12 | 66 | 47 | +19 |
|       | 5.   | Siviglia            | 64 | 38 | 20 | 4  | 14 | 75 | 49 | +26 |
|       | 6.   | Racing Santander    | 60 | 38 | 17 | 9  | 12 | 42 | 41 | +1  |
|       | 7.   | Maiorca             | 59 | 38 | 15 | 14 | 9  | 69 | 54 | +15 |
|       | 8.   | Almería             | 52 | 38 | 14 | 10 | 14 | 42 | 45 | -3  |
|       | 9.   | Deportivo La Coruña | 52 | 38 | 15 | 7  | 16 | 46 | 47 | -1  |
| [ 2 ] | 10.  | Valencia            | 51 | 38 | 15 | 6  | 17 | 48 | 62 | -14 |
|       | 11.  | Athletic Bilbao     | 50 | 38 | 13 | 11 | 14 | 40 | 43 | -3  |
|       | 12.  | Espanyol            | 48 | 38 | 13 | 9  | 16 | 43 | 53 | -10 |
|       | 13.  | Real Betis          | 47 | 38 | 12 | 11 | 15 | 45 | 51 | -6  |
|       | 14.  | Getafe              | 47 | 38 | 12 | 11 | 15 | 44 | 48 | -4  |
|       | 15.  | Real Valladolid     | 45 | 38 | 11 | 12 | 15 | 42 | 57 | -15 |
|       | 16.  | Recreativo Huelva   | 44 | 38 | 11 | 11 | 16 | 40 | 60 | -20 |
|       | 17.  | Osasuna             | 43 | 38 | 12 | 7  | 19 | 37 | 44 | -7  |
|       | 18.  | Real Saragozza      | 42 | 38 | 10 | 12 | 16 | 50 | 61 | -11 |
|       | 19.  | Real Murcia         | 30 | 38 | 7  | 9  | 22 | 36 | 65 | -29 |
|       | 20.  | Levante             | 26 | 38 | 7  | 5  | 26 | 33 | 75 | -42 |

Legenda:
      Campione di Spagna e qualificata alla prima fase a gironi della UEFA Champions League 2008-2009.
      Qualificata alla fase a gironi della UEFA Champions League 2008-2009.
      Qualificate al terzo turno di qualificazione della UEFA Champions League 2008-2009.
      Qualificate al primo turno di Coppa UEFA 2008-2009.
      Retrocesse in Segunda División 2008-2009.
Regolamento:
Tre punti a vittoria, uno a pareggio, zero a sconfitta.
In caso di arrivo di due o più squadre a pari punti, la graduatoria verrà stilata secondo la classifica avulsa tra le squadre interessate che prevede, in ordine, i seguenti criteri:
- Punti negli scontri diretti.
- Differenza reti negli scontri diretti.
- Regola dei gol fuori casa negli scontri diretti.
- Differenza reti generale.
- Reti realizzate in generale.
- Posizione nella classifica fair-play.

### Squadra campione
| Formazione tipo (4-2-3-1) | Giocatori (presenze)       |
| --- | -------------------------- |
| Casillas Ramos Heinze Cannavaro Marcelo Diarra Gago Guti Sneijder Raúl Robinho | Iker Casillas (36)         |
| Casillas Ramos Heinze Cannavaro Marcelo Diarra Gago Guti Sneijder Raúl Robinho | Sergio Ramos (33)          |
| Casillas Ramos Heinze Cannavaro Marcelo Diarra Gago Guti Sneijder Raúl Robinho | Gabriel Heinze (20)        |
| Casillas Ramos Heinze Cannavaro Marcelo Diarra Gago Guti Sneijder Raúl Robinho | Fabio Cannavaro (33)       |
| Casillas Ramos Heinze Cannavaro Marcelo Diarra Gago Guti Sneijder Raúl Robinho | Marcelo (24)               |
| Casillas Ramos Heinze Cannavaro Marcelo Diarra Gago Guti Sneijder Raúl Robinho | Mahamadou Diarra (30)      |
| Casillas Ramos Heinze Cannavaro Marcelo Diarra Gago Guti Sneijder Raúl Robinho | Fernando Gago (31)         |
| Casillas Ramos Heinze Cannavaro Marcelo Diarra Gago Guti Sneijder Raúl Robinho | Wesley Sneijder (30)       |
| Casillas Ramos Heinze Cannavaro Marcelo Diarra Gago Guti Sneijder Raúl Robinho | Guti (32)                  |
| Casillas Ramos Heinze Cannavaro Marcelo Diarra Gago Guti Sneijder Raúl Robinho | Robinho (32)               |
| Casillas Ramos Heinze Cannavaro Marcelo Diarra Gago Guti Sneijder Raúl Robinho | Raúl (37)                  |
| Casillas Ramos Heinze Cannavaro Marcelo Diarra Gago Guti Sneijder Raúl Robinho | Allenatore: Bernd Schuster |
| Altri giocatori: Júlio Baptista (27), Gonzalo Higuaín (25), Ruud van Nistelrooy (24), Arjen Robben (21), Miguel Torres (20), Pepe (19), Royston Drenthe (18), Javier Saviola (9), Christoph Metzelder (9), Míchel Salgado (8), Roberto Soldado (5), Javier Balboa (5), Jerzy Dudek (1), Jordi Codina (1). |                            |

## Risultati

### Tabellone
|                     | Alm  | Ath  | Atl  | Bar  | Bet  | Dep  | Esp  | Get  | Lev  | Mai  | Osa  | San  | RMa  | RMu  | RSa  | RVl  | Rec  | Sev  | Val  | Vil  |
| ------------------- | ---- | ---- | ---- | ---- | ---- | ---- | ---- | ---- | ---- | ---- | ---- | ---- | ---- | ---- | ---- | ---- | ---- | ---- | ---- | ---- |
| Almería             | –––– | 1-1  | 0-0  | 2-2  | 1-1  | 1-0  | 1-0  | 0-2  | 2-1  | 1-1  | 2-0  | 0-1  | 2-0  | 1-0  | 0-1  | 1-0  | 0-2  | 1-0  | 1-2  | 1-0  |
| Athletic Bilbao     | 1-1  | –––– | 0-2  | 1-1  | 0-0  | 2-2  | 1-0  | 1-0  | 1-0  | 1-2  | 0-0  | 0-0  | 0-1  | 1-1  | 1-1  | 2-0  | 2-0  | 2-0  | 5-1  | 1-2  |
| Atlético Madrid     | 6-3  | 1-2  | –––– | 4-2  | 1-3  | 1-0  | 1-2  | 1-0  | 3-0  | 1-1  | 2-0  | 4-0  | 0-2  | 1-1  | 4-0  | 4-3  | 3-0  | 4-3  | 1-0  | 3-4  |
| Barcellona          | 2-0  | 3-1  | 3-0  | –––– | 3-0  | 2-1  | 0-0  | 0-0  | 5-1  | 2-3  | 1-0  | 1-0  | 0-1  | 4-0  | 4-1  | 4-1  | 3-0  | 2-1  | 6-0  | 1-2  |
| Betis               | 3-1  | 1-2  | 0-2  | 3-2  | –––– | 0-1  | 2-2  | 3-2  | 0-1  | 3-0  | 0-3  | 1-1  | 2-1  | 4-0  | 2-1  | 1-1  | 1-1  | 0-2  | 1-2  | 0-1  |
| Deportivo La Coruña | 0-3  | 3-0  | 0-3  | 2-0  | 1-0  | –––– | 2-0  | 1-1  | 1-0  | 1-1  | 1-2  | 0-1  | 1-0  | 3-1  | 1-1  | 3-1  | 0-2  | 2-1  | 2-4  | 0-2  |
| Espanyol            | 1-3  | 2-1  | 0-2  | 1-1  | 1-2  | 1-0  | –––– | 1-0  | 1-0  | 2-1  | 0-1  | 0-3  | 2-1  | 0-0  | 1-1  | 0-1  | 1-2  | 2-4  | 2-0  | 3-0  |
| Getafe              | 4-2  | 2-0  | 1-1  | 2-0  | 1-1  | 0-0  | 0-1  | –––– | 2-1  | 3-3  | 0-2  | 2-1  | 0-1  | 2-0  | 0-0  | 0-3  | 1-1  | 3-2  | 0-0  | 1-3  |
| Levante             | 3-0  | 1-2  | 0-1  | 1-4  | 4-3  | 0-1  | 1-1  | 3-1  | –––– | 2-2  | 2-1  | 1-1  | 0-2  | 0-0  | 2-1  | 0-3  | 0-2  | 0-2  | 1-5  | 1-2  |
| Maiorca             | 0-0  | 0-0  | 1-0  | 0-2  | 1-1  | 1-0  | 2-2  | 4-2  | 3-0  | –––– | 2-1  | 3-1  | 1-1  | 1-1  | 3-2  | 4-2  | 7-1  | 2-3  | 0-2  | 0-1  |
| Osasuna             | 2-1  | 2-0  | 3-1  | 0-0  | 0-1  | 0-1  | 1-2  | 0-2  | 4-1  | 3-1  | –––– | 0-2  | 1-2  | 2-1  | 1-0  | 2-2  | 0-1  | 1-1  | 0-0  | 3-2  |
| Racing Santander    | 1-0  | 1-0  | 0-2  | 0-0  | 3-0  | 1-3  | 1-1  | 2-0  | 1-0  | 3-1  | 1-0  | –––– | 0-2  | 3-2  | 2-2  | 2-0  | 2-0  | 0-3  | 1-0  | 0-2  |
| Real Madrid         | 3-1  | 3-0  | 2-1  | 4-1  | 2-0  | 3-1  | 2-1  | 0-1  | 5-2  | 4-3  | 2-0  | 3-1  | –––– | 1-0  | 2-0  | 7-0  | 2-0  | 3-1  | 2-3  | 3-2  |
| Real Murcia         | 0-1  | 1-2  | 1-1  | 3-5  | 0-0  | 0-2  | 4-0  | 0-3  | 2-3  | 1-4  | 2-0  | 2-1  | 1-1  | –––– | 2-1  | 0-1  | 1-0  | 0-0  | 1-0  | 0-1  |
| Real Saragoza       | 1-1  | 1-0  | 2-1  | 1-2  | 0-3  | 1-0  | 3-3  | 1-1  | 3-0  | 2-2  | 2-1  | 1-1  | 2-2  | 3-1  | –––– | 2-3  | 3-0  | 2-0  | 2-2  | 4-1  |
| Real Valladolid     | 1-0  | 1-2  | 1-1  | 1-1  | 0-0  | 2-2  | 2-1  | 0-0  | 1-0  | 1-1  | 0-0  | 0-1  | 1-1  | 1-4  | 2-1  | –––– | 3-1  | 0-0  | 0-2  | 2-0  |
| Recreativo Huelva   | 1-1  | 1-1  | 0-0  | 2-2  | 1-1  | 3-2  | 2-1  | 1-3  | 2-0  | 0-2  | 1-0  | 0-0  | 2-3  | 4-2  | 2-1  | 1-1  | –––– | 1-2  | 0-1  | 0-2  |
| Siviglia            | 1-4  | 4-1  | 1-2  | 1-1  | 3-0  | 0-1  | 2-3  | 4-1  | 2-1  | 1-2  | 2-1  | 4-1  | 2-0  | 3-1  | 5-0  | 2-0  | 4-1  | –––– | 3-0  | 2-0  |
| Valencia            | 0-1  | 0-3  | 3-1  | 0-3  | 3-1  | 2-2  | 1-2  | 2-1  | 0-0  | 0-3  | 3-0  | 1-2  | 1-5  | 3-0  | 1-0  | 2-1  | 1-1  | 1-2  | –––– | 0-3  |
| Villarreal          | 1-1  | 1-0  | 3-0  | 3-1  | 0-1  | 4-3  | 2-0  | 2-0  | 3-0  | 1-1  | 0-0  | 0-0  | 0-5  | 2-0  | 2-0  | 2-0  | 1-1  | 3-2  | 3-0  | –––– |

## Statistiche

### Squadre

#### Capoliste solitarie
|    | ——          | —— | —— | —— | —— | —— | —— | —— | ——  | ——  | ——  | ——  | ——  | ——  | ——  | ——  | ——  | ——  | ——  | ——  | ——  | ——  | ——  | ——  | ——  | ——  | ——  | ——  | ——  | ——  | ——  | ——  | ——  | ——  | ——  | ——  | ——  | —— |  |
|    | Real Madrid |    |    |    |    |    |    |    |     |     |     |     |     |     |     |     |     |     |     |     |     |     |     |     |     |     |     |     |     |     |     |     |     |     |     |     |     |    |  |
|    |             |    |    |    |    |    |    |    |     |     |     |     |     |     |     |     |     |     |     |     |     |     |     |     |     |     |     |     |     |     |     |     |     |     |     |     |     |    |  |
|    |             |    |    |    |    |    |    |    |     |     |     |     |     |     |     |     |     |     |     |     |     |     |     |     |     |     |     |     |     |     |     |     |     |     |     |     |     |    |  |
| 1ª | 2ª          | 3ª | 4ª | 5ª | 6ª | 7ª | 8ª | 9ª | 10ª | 11ª | 12ª | 13ª | 14ª | 15ª | 16ª | 17ª | 18ª | 19ª | 20ª | 21ª | 22ª | 23ª | 24ª | 25ª | 26ª | 27ª | 28ª | 29ª | 30ª | 31ª | 32ª | 33ª | 34ª | 35ª | 36ª | 37ª | 38ª |    |  |

#### Primati stagionali
- Maggior numero di vittorie: Real Madrid (27)
- Minor numero di sconfitte: Real Madrid (7)
- Migliore attacco: Real Madrid (84 gol fatti)
- Miglior difesa: Real Madrid (36 gol subiti)
- Miglior differenza reti: Real Madrid (+48)
- Maggior numero di pareggi: Maiorca (14)
- Minor numero di pareggi:Real Madrid, Siviglia (4)
- Maggior numero di sconfitte: Levante (26)
- Minor numero di vittorie: Real Murcia, Levante (7)
- Peggiore attacco: Levante (33 gol fatti)
- Peggior difesa: Levante (75 gol subiti)
- Peggior differenza reti: Levante (-42)

### Individuali

#### Classifica marcatori
| Gol |  |  | Giocatore             | Squadra         |
| --- |  |  | --------------------- | --------------- |
| 27  |  |  | Daniel Güiza          | Maiorca         |
| 24  |  |  | Luís Fabiano          | Siviglia        |
| 19  |  |  | Sergio Agüero         | Atlético Madrid |
| 18  |  |  | Raúl                  | Real Madrid     |
| 18  |  |  | David Villa           | Valencia        |
| 18  |  |  | Nihat Kahveci         | Villareal       |
| 18  |  |  | Ricardo Oliveira      | Real Saragozza  |
| 16  |  |  | Diego Forlán          | Atlético Madrid |
| 16  |  |  | Samuel Eto'o          | Barcellona      |
| 16  |  |  | Ruud van Nistelrooij  | Real Madrid     |
| 16  |  |  | Joseba Llorente       | Real Valladolid |
| 16  |  |  | Frédéric Kanouté      | Siviglia        |
| 15  |  |  | Diego Milito          | Real Saragozza  |
| 13  |  |  | Luis García Fernández | Espanyol        |
| 13  |  |  | Álvaro Negredo        | Almeria         |